# Гибрид (велосипед)

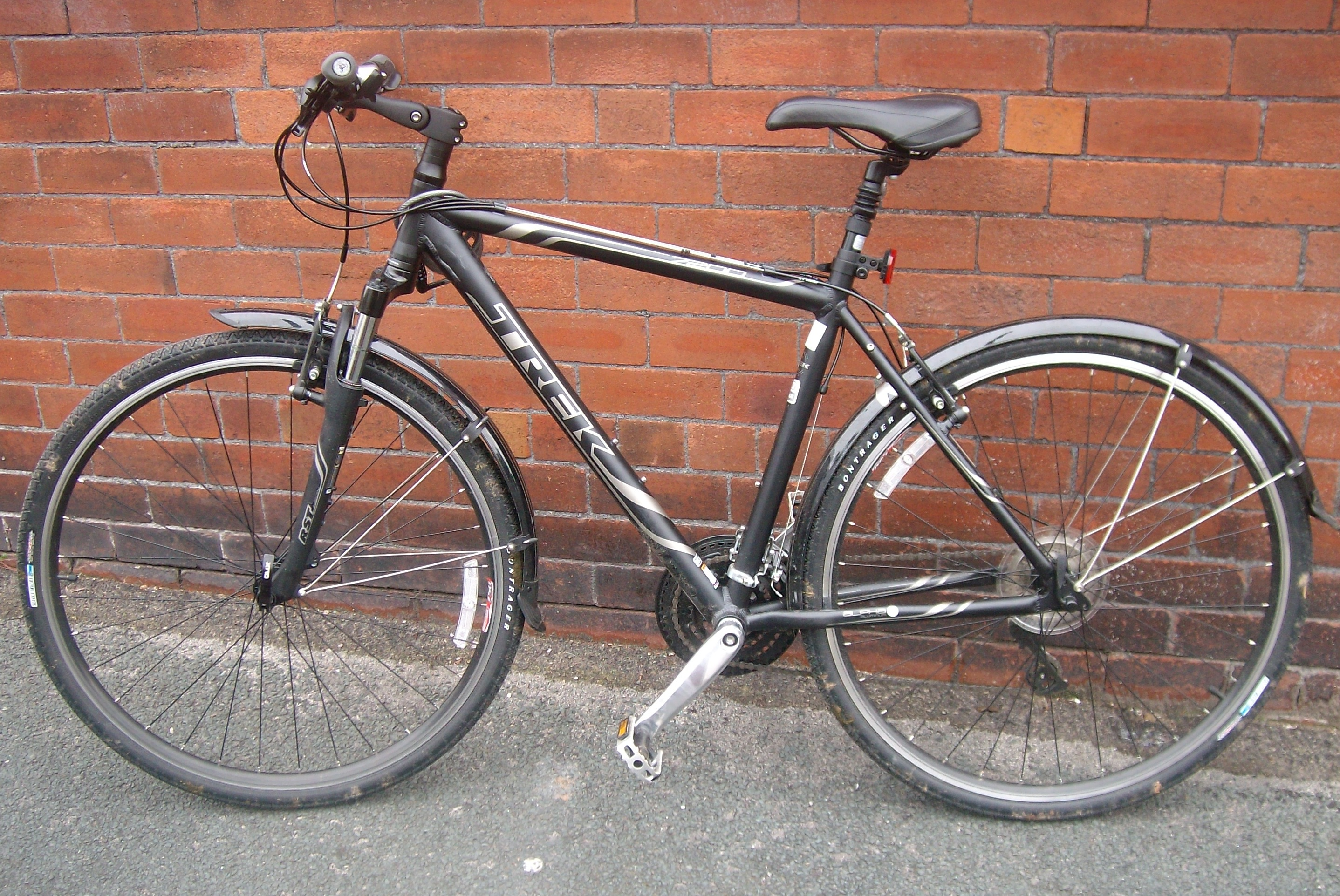
Гибридный велосипед Trek 7200

Гибрид (гибридный) — велосипед, сочетающий качества как горного, так и шоссейного велосипедов. Кроме того, велогибридом называется велосипед с электрическим приводом, который частично или полностью обеспечивает его движение.

## Основные качества и применение
От горного велосипеда гибридный велосипед унаследовал:
1. Более прочные и тяжёлые велоколеса, диаметром в 28 дюймов. Покрышка толще, с протектором для езды по дорогам с разнообразным покрытием.
2. Как правило, амортизационная вилка.
3. Возможность установки крыльев и багажника.
4. Зачастую, прямой кантрийный руль.
5. Некоторые модели могут оснащаться дисковым тормозом.
6. Навесные компоненты «горных» групп.
7. Геометрия рамы, зачастую, более способствующая езде по пересечённой местности (более короткая верхняя труба рамы (ETT) даёт более высокую посадку ездока, а заднее колесо расположено дальше от каретки, что уменьшает жёсткость рамы).

От шоссейного:
1. Узкие и гладкие покрышки (зачастую так называемые «полуслики» — гладкая резина по центру и грунтозацепы по бокам), для снижения сопротивления при езде по твёрдому покрытию.
2. Большая звезда системы большего размера, чем у классической горной системы (48Т против 42Т)

Гибрид на ровном асфальтовом покрытии проигрывает в скорости шоссейному и циклокроссовому велосипеду, а на бездорожье по комфорту (в первую очередь с точки зрения амортизации) и скорости горному, зато позволяет с комфортом ездить как по шоссе, так и по пересеченной местности. При этом перемещение на средние и большие расстояния (100 и более км) по относительно хорошему покрытию даются на нём проще, чем на горном велосипеде.

Основное применение: неэкстремальный велотуризм и ежедневная езда.